# Sara Lezana
Sara Lezana Mínguez (n. Madrid, 5 de marzo de 1948), es una actriz y bailaora de flamenco española.

## Biografía
Inicia su carrera artística como bailarina de flamenco. Esta circunstancia la convierte en la candidata ideal para protagonizar Los Tarantos (1963), de Rovira-Beleta. El éxito del filme le permite embarcarse en nuevos proyectos y rueda tres spaghetti western que alcanzaron resultados aceptables en taquilla.
En 1964, Fernando Fernán Gómez la selecciona para su película El extraño viaje que le permite desplegar sus dotes interpretativas. Dos años más tarde rueda La busca, de Angelino Fons.
A partir de ese momento, sin embargo, su carrera entra en declive. Se aparta de la pantalla, a la que no regresa hasta 1974 y con alguna excepción (como Uno del millón de muertos, 1977, de Andrés Velasco Rubio) toda su filmografía posterior se encuadra en el llamado género de destape, hasta su retirada definitiva de la pantalla con Historia de S (1979), su última película. A partir de entonces se dedica exclusivamente al baile flamenco, inaugurando en 1994 su propio local, Casa Sara, en Madrid y creando su propia compañía.

## Filmografía
- Los Tarantos (1963)
- Gringo (1963)
- El extraño viaje (1964)
- Uncas, el fin de una raza (1965)
- Joaquín Murrieta (1965)
- La busca (1966)
- El filo del miedo (1967)
- Cuando los niños vienen de Marsella (1974)
- Casa Manchada (1975)
- La Carmen (1976)
- Pecado Mortal (1976)
- Uno del millón de muertos (1977)
- El violador y sus mujeres a la sombra de un recuerdo (1978)
- Avisa a Curro Jiménez (1978)
- Donde hay patrón... (1978)
- El caminante (1979)
- Historia de 'S' (1979)